# 1529
Évszázadok: 15. század – 16. század – 17. század
Évtizedek: 1470-es évek – 1480-as évek – 1490-es évek – 1500-as évek – 1510-es évek – 1520-as évek – 1530-as évek – 1540-es évek – 1550-es évek – 1560-as évek – 1570-es évek
Évek: 1524 – 1525 – 1526 – 1527 –  1528 – 1529 – 1530 – 1531 – 1532 – 1533 – 1534

## Események

### Határozott dátumú események
- május 10. – Szulejmán szultán ismét Magyarországra vonul.[1]
- augusztus 3. – I. Ferenc francia király és V. Károly német-római császár megköti a cambrai-i békeszerződést.[2]
- augusztus 18. – János király a mohácsi mezőn hűségesküt tesz Szulejmán szultánnak.[1]
- szeptember 8. – Rövid ostrom után oszmán kézre kerül Buda vára,[1] amelyet Szulejmán 14-én visszaad Szapolyai Jánosnak a Szent Koronával együtt.[3]
- szeptember 26.–október 14. – A török hadak Bécset ostromolják.[3]
- december 22. – V. Károly német-római császár nyomására VII. Kelemen pápa a titkos konzisztóriumon a törökkel kötött szövetsége miatt kiközösíti I. János magyar királyt és híveit az egyházból.[3] (Ezt a büntetést ugyan hivatalosan nem hirdették ki, sőt a pápa egyáltalán nem sietett azt nyilvánosságra hozni, viszont a király haláláig a hivatalos feloldozás sem történt meg.)[4]

### Határozatlan dátumú események
- az év folyamán – 
  - A török először foglalja el Kalocsát, az ország egyik legjelentősebb városát.
  - A speyeri birodalmi gyűlésen a német rendek protestálnak.
  - Megjelenik Luther Márton kis kátéja.

## Születések
- június 7. – Étienne Pasquier francia jogász, történész, író († 1615)
- szeptember 1. – Taddeo Zuccaro itáliai festő († 1566)
- az év folyamán – Károlyi Gáspár bibliafordító († 1591)

## Halálozások
- szeptember 10. – Erhard von Queis, a Pomezániai Székeskáptalan első lutheránus (evangélikus) püspöke (* 1490 körül)
- az év folyamán –
  - Giovanni della Robbia firenzei szobrász, Andrea della Robbia fia (* 1469)
  - Urs Graf német festő, rézmetsző, fametsző és zsoldos (* 1485/90 k.)
  - Matthias Grünewald kora reneszánsz német festő (* 1470/1483 k.)